# 권오갑 (1951년)
권오갑(權五甲, 1951년 3월 17일 (1951년 음력 2월 10일) - )는 HD현대(구 현대중공업그룹) 회장을 맡고 있는 대한민국의 기업인이다.

## 학력
- 효성고등학교
- 한국외국어대학교 포르투갈어과 학사
- 울산대학교 경영대학원 석사

## 경력
- 1978년 : 현대중공업  플랜트 영업부 입사
- 1990년 9월 ~ 1997년 9월 : 학교법인 울산공업학원, 현대학원 사무국장
- 1997년 1월 ~ 2006년 12월 : 현대중공업 서울사무소 전무
- 2004년 12월 ~ 2006년 11월 : 울산 현대 축구단 단장 전무
- 2005년 ~ : 학교법인 울산공업학원 이사, 감사
- 2006년 11월 ~ 2007년 1월 : 현대중공업 서울사무소 부사장
- 2007년 1월 ~ 2010년 8월 : 현대중공업 서울사무소장 부사장
- 2009년 1월 ~ 2016년 6월 : 현대중공업스포츠 대표이사 사장
- 2009년 9월 ~ 2016년 6월 : 울산 현대 축구단 대표이사 사장
- 2009년 9월 ~ 2016년 6월 : 한국실업축구연맹 회장
- 2010년 8월 ~ 2014년 9월 : 현대오일뱅크 대표이사 사장
- 2011년 8월 ~ 2015년 9월 : 아산나눔재단 감사
- 2011년 ~ : 현대오일뱅크 1% 나눔재단 명예이사장
- 2013년 3월 ~ 현재 : 한국프로축구연맹 총재
- 2014년 9월 ~ 2016년 10월 : 현대중공업 그룹기획실장 사장
- 2014년 10월 ~ : 한국경영자총협회 부회장
- 2015년 11월 ~ 2018년 1월 : 한국프로스포츠협회장
- 2016년 10월 ~ 2017년 11월 : 현대중공업 그룹기획실장 부회장
- 2016년 10월 ~ 2020년 10월 : 학교법인 현대학원 이사
- 2017년 12월 ~ 2019년 11월 : 현대중공업그룹 대표이사 부회장
- 2018년 3월 ~ 2022년 3월 : 울산대학교 이사
- 2019년 6월 ~ 2019년 11월 : 한국조선해양 대표이사 부회장
- 2019년 11월 ~ 2021년 : 한국조선해양 대표이사 회장
- 2019년 11월 ~ 현재 :  HD현대(구 현대중공업지주) 대표이사 회장